# Нечаїв Петро Олександрович
Петро Олександрович Нечаїв (1864 — † до 1926) — підполковник Армії УНР.

## Біографія
Народився у місті Слов'янськ Катеринославської губернії.
На військову службу вступив у 1882 р. Станом на 1 січня 1910 р. — капітан 63-го піхотного Углицького полку (м. Соколка). Напередодні Першої світової війни пішов у відставку. 05 жовтня 1914 р. був мобілізований до армії з призначенням на посаду командира 128-ї Курської дружини. Останнє звання у російській армії — підполковник.
На службі в українській армії з 1920 р.: влітку 1920 р. — у старшинській сотні 6-ї запасної бригади Армії УНР. З 12 вересня 1920 р. — начальник мобілізаційного відділу штабу 1-ї Кулеметної дивізії Армії УНР. Станом на 1 жовтня 1922 р. — начальник мобілізаційного відділу штабу 5-ї Херсонської стрілецької дивізії Армії УНР. Останні роки життя прожив у Польщі.
Похований на українському військовому цвинтарі у Щипйорно.